# Le Tigre blanc
Der 1882 erschienene Abenteuerroman Les Robinsons de la Guyane von Louis Boussenard besteht aus drei Bänden: Le Tigre blanc, Le Secret de l’or und Les Mystères de la forêt vierge. 
In Der weiße Tiger, dem ersten Teil der drei Bände beschreibt Boussenard den Überlebenskampf der französischen Familie Robinson in Guayana.

## Inhalt
Die Handlung beginnt abrupt mit einem Gewitter mitten im Urwald Französisch-Guayanas, im Tal des gewaltigen Flusses Maroni. Im Zuge dieses Naturschauspiels macht ein Wärter in der Strafkolonie Saint-Laurent während des Appells eine für ihn fatale Entdeckung: Charles Robinson, politischer Gefangener und Familienoberhaupt der Robinsons, ist dem Straflager entflohen. „Robin“ war in Frankreich ein vornehmer Ingenieur, der in Paris eine bedeutende Manufaktur führte, im Dezember 1851 aber aufgrund der Mitwirkung an einem Staatsstreich verhaftet und nach Guayana in eine Strafkolonie verschifft wurde. Dieser 35-jährige „Mann der Politik“ zeichnet sich vor allem durch seine hohen moralischen Ansprüche, wie Mitgefühl und Hilfsbereitschaft, als auch durch eine außerordentlich gute körperliche Verfassung aus.
In den ersten Kapiteln wird vor allem seine Flucht in den unendlich scheinenden Urwald Guayanas beschrieben, während der er sowohl den ständigen Gefahren der Wildnis – wie gefährlichen Tieren, dem Kampf gegen den Hunger oder tropischen Krankheiten – trotzen muss, als auch den unermüdlichen Verfolgern in einigen schier ausweglosen Situationen zu entkommen versucht, die wie Hunde nach seinem Tod trachten. Nach einigen Tagen der Flucht entdeckt er wie durch Zufall eine kleine Rodung mit einer Hütte und vielen kultivierten Pflanzen. Dort trifft er auf seinen zukünftigen Freund und Gefährten Casimir, einem Leprakranken, der durch seine Krankheit nicht mehr als Sklave gebraucht und von den Weißen verstoßen wurde. Seine schwarze Haut ist durch zahlreiche Geschwüre entstellt, was ihn zunächst sehr angsteinflößend aussehen lässt. Dem steht allerdings seine große Barmherzigkeit gegenüber. Zudem besitzt er einen umfassenden Erfahrungsschatz, u. a. in medizinischen Fragen, um in der Wildnis überleben zu können. Robin und Casimir freunden sich schnell an, was dazu führt, dass Casimir ihm nicht mehr von der Seite weichen und ihn bei seiner Flucht helfen und begleiten will. Sie beschließen, sich so weit wie möglich von der Strafkolonie Saint-Laurent zu entfernen und mit einem selbstgebauten Boot auf dem Maroni zu fliehen.
Zur gleichen Zeit setzt Robins Familie in Paris alles an eine Begnadigung, die allerdings aufgrund dessen Flucht nicht mehr möglich ist. Seine Frau muss in Paris alleine für ihre vier Kinder sorgen. 
Durch einen Geschäftsmann mit guten Verbindungen nach Französisch-Guayana, der der auseinandergerissenen Familie helfen möchte und ihnen von der Flucht Robins berichtet, kann diese Frankreich verlassen und per Schiff nach Guayana gebracht werden. Nur durch einen Zufall trifft die Familie auf den fliehenden Robin und seinen treuen Gefährten Casimir. Als die Mutter und ihre Schützlinge gerade auf der Durchreise per Boot entlang des Maronis auf einer kleinen Insel im Fluss Rast machen, ereignet sich eine spektakuläre und gleichzeitig überraschende Situation: Genau in diesem Moment fliehen Robin und Casimir zu Boot vor ihren dicht aufgerückten Verfolgern in Richtung der kleinen Insel, wo die Familie gerade rastet. Dort unter massiven Beschuss angekommen, bemerken die Verfolgten ihr Glück und nehmen die gesamte Familie mit ins Boot, um schnellstmöglich weiter zu fliehen. Schon bald haben sie aber aufgrund der erfahrenen Ruderkünste eines Boni (ein schwarzer Eingeborener Guayanas, der die Familie bis zur kleinen Insel begleitet hatte) die Verfolger abgehängt.
Nun galt es den Gefahren Guayanas zu trotzen: Dem Stillen des Hungers, der Jagd nach Tieren und dem Auffinden von Nahrung, den berauschenden und tödlichen Dämpfen der Sumpflandschaft, dem Aufbau von Schlaflagern, etlichen gefährlichen Tieren zu Wasser und zu Land und anderen Gefahren. 
Nach einigen Tagen kommt es zu einem weiteren Zufall: Die nun vereinte Gruppe entdeckt auf einer kleinen Anhöhe eine Rodung. Diese war offenbar schon einmal bewohnt und durch ihre optimale Lage vor Feinden geschützt. Die Familie beschließt dort wohnhaft zu werden. 
Nach ersten anfänglichen Schwierigkeiten, baut die kleine Gruppe hier Stück für Stück ihr neues Leben auf: Es wird eine Wohnbehausung errichtet, ein Gehege für Tiere konstruiert, Vorräte angeschafft und gefährlichen Tieren getrotzt. Immer wieder entdecken sie neue Dinge, die der Urwald und ein Leben in Wildnis hervorbringen: Von ungewöhnlichen Tieren über seltsame aber nützliche Pflanzen, bis hin zu den wechselhaften Witterungsbedingungen des tropischen Klimas. 
Zusammenfassend stellt dieser Roman eine Synthese zwischen Abenteuerroman à la Jules Verne und einer Darstellung der guyanischen Lebenswelt dar, von zahlreichen exotischen Pflanzen bis hin zu ungewöhnlichen Tieren und atemberaubenden Landschaftsbeschreibungen.

## Übersetzungen ins Deutsche
Der Weiße Tiger wurde 2012 in Kollektivübersetzung im Rahmen eines Literaturwissenschaftsseminars an der Universität Regensburg ins Deutsche übersetzt. Es ist die erste deutsche Übersetzung eines Werks Louis Boussenards. Der Titel des Buchs lautet Die Robinsons von Französisch-Guayana. Der Weiße Tiger und es erscheint im Ablit Verlag als vierter Band der Reihe AVVENTURA MEDITERRANEA.